# Edward Lewis Wallant
Edward Lewis Wallant (New Haven, Connecticut, 19 de octubre de 1926 - Nueva York, 5 de diciembre de 1962) fue un novelista judío estadounidense, en cuya corta obra, truncada por una muerte prematura, destacan las novelas El prestamista, llevada al cine por Sidney Lumet, y Los inquilinos de Moonbloom.

## Vida y obra
Edward Lewis Wallant nació el 19 de octubre de 1926, hijo del matrimonio formado por Sol Ellis y Ann Mendel Wallant. Asistió brevemente a la Universidad de Connecticut, antes de alistarse en 1944 en la Marina, donde sirvió como artillero naval. Al finalizar la Segunda Guerra Mundial se quedó un tiempo en Europa y, de regreso a su país, se graduó en la escuela de arte del Pratt Institute de Nueva York (1947-1950) y estudió Literatura inglesa en la New School for Social Research (1954-1955).
Wallant comenzó a trabajar como creativo gráfico para diversas agencias de publicidad y llegó a ser director artístico de McCann Erickson, con importantes cuentas a su cargo. En esa época se dedicaba a su vocación de escritor por la noche y en ratos libres, publicando dos cuentos en la serie New Voices: I Held Back my Hand (Detuve mi mano), en 1955, y The Man Who Made a Nice Appearance, en 1958.
En 1960 publicó, con buena recepción crítica, su primera novela, The Human Season, que le sirvió para obtener una beca Guggenheim. Su segunda novela, The Pawnbroker (El prestamista) se publicó en 1961 y obtuvo un gran éxito de crítica y público, quedando finalista en el National Book Award del año siguiente. El prestamista fue una de las primeras novelas norteamericanas en abordar las secuelas del Holocausto, a través de la figura de su protagonista, un superviviente de los campos de concentración, en los que perdió a su mujer e hijos, que regenta una tienda de empeños en Harlem y que, habiendo perdido toda capacidad de emoción humana, explota sin escrúpulos a sus clientes negros y es explotado a su vez por un gánster. El clímax de la novela se produce en el aniversario de la muerte de la familia del protagonista, cuando se ve obligado a afrontar sus propias emociones, incluido el sentido de culpabilidad por haber sobrevivido, ante el sacrificio de su ayudante hispano, que da la vida por él. The pawnbroker fue llevada al cine en 1965, con dirección de Sidney Lumet. La película le valió a Rod Steiger una nominación al Óscar por su interpretación del prestamista.
Con el éxito de sus dos primeras novelas y el soporte económico de la beca, Wallant dimitió de su puesto en la agencia en 1962 para dedicarse en exclusiva a la literatura. A continuación se mudó a un bloque de apartamentos de alquiler en el degradado centro de la ciudad, a fin de documentarse para su próxima novela. Esta sería The Tenants of Moonbloom (Los inquilinos de Moonbloom). El protagonista epónimo de la novela es un personaje anodino y algo inadaptado que, incapaz de ganarse la vida de otra forma, acepta el trabajo que le ofrece su hermano como administrador de unos apartamentos en alquiler propiedad de este. A través de su visitas a los inquilinos, en las que escuchará sus continuas quejas sobre el deficiente estado de las viviendas, Moonbloom entrará en contacto con toda una galería de personajes peculiares, que sin embargo representan tipos bien caracterizados del Nueva York de los años 50. El trato con ellos acabará produciendo importantes cambios en el protagonista, que desafiando las exigencias meramente recaudatorias de su hermano, se embarcará en un desesperado y extravagante esfuerzo por mejorar la vida de sus inquilinos.
Cuando acababa de dejar lista para la imprenta Los inquilinos de Moonbloom, Wallant falleció repentinamente el 5 de diciembre de 1962, a los 36 años de edad, a consecuencia de un aneurisma, dejando mujer y tres hijos. La novela su publicaría póstumamente en 1963. Al año siguiente se publicaría, a partir de un original muy revisado por la editorial, Children at the gate, que se desarrolla en un hospital de Nueva Inglaterra. También póstumamente se publicaría el cuento When Ben Awakened (Cuando Ben despertó) y los ensayos de The Artist Eyesight.
En memoria del escritor la Universidad de Hartford instituyó el galardó Edward Lewis Wallant Award, destinado a premiar anualmente a un escritor estadounidense cuya obra de ficción se considere de especial significación para los judíos norteamericanos.
La obra de Wallant sufrió un cierto olvido tras su muerte, pero en los primeros años del siglo XXI ha conocido un relanzamiento, con reediciones y traducciones de sus novelas (especialmente de Los inquilinos de Moonbloom) y nuevos estudios críticos. Es ya un lugar común situarlo junto al grupo de grandes escritores judeoamericanos de la segunda posguerra mundial, como Bernard Malamud, Saul Bellow o Philip Roth, aunque su prematura muerte impidió que pudiera acompañar la carrera de estos.